# Styracaster longispinus
Styracaster longispinus is een kamster uit de familie Porcellanasteridae.
De wetenschappelijke naam van de soort werd in 1986 gepubliceerd door Belyaev & Moskalev.